# 建設建材工業省
建設建材工業省（：／）是朝鲜民主主义人民共和国內閣的中央行政机构，負責該國的建筑、土木工程等事務。

## 歷史
- 1948年 9月2日 朝鮮民主主義人民共和國建設省（朝鲜语：건설성）成立
- 建設省的下轄機關建設建材工業廳成立
- 1957年 8月3日 朝鮮政府在建設建材工業廳的基礎上成立建設建材工業省, 不再隸屬於朝鮮民主主義人民共和國建設省（朝鲜语：건설성）
- 建設建材工業省一度廢止
- 1998年 7月 建設建材工業省再度成立